# Yekaterina Larionova
Yekaterina Alekseevna Larionova (em cazaque:  Екатерина Алексеевна Ларионова; Oral, 23 de janeiro de 1994) é uma lutadora de estilo-livre cazaque, medalhista olímpica.

## Carreira
Larionova competiu na Rio 2016, na qual conquistou a medalha de bronze, na categoria até 63 kg.